# Point d'éclair
 (septembre 2014).
Si vous disposez d'ouvrages ou d'articles de référence ou si vous connaissez des sites web de qualité traitant du thème abordé ici, merci de compléter l'article en donnant les références utiles à sa vérifiabilité et en les liant à la section « Notes et références ».
Le point d'éclair, point éclair ou point d'inflammabilité (en anglais : flash point) correspond à la température la plus basse à laquelle un corps combustible émet suffisamment de vapeurs pour former, avec l’air ambiant, un mélange gazeux qui s’enflamme sous l’effet d’une source d’énergie calorifique telle qu’une flamme pilote, mais pas suffisamment pour que la combustion s'entretienne d'elle-même (pour ceci, il faut atteindre le point d'inflammation). Si l’inflammation ne nécessite pas de flamme pilote, on parle alors d’auto-inflammation. Le point d'éclair est inférieur au point d'inflammation qui est à son tour inférieur au point d'auto-inflammation.
Le point d'inflammabilité, autre nom du point d'éclair, est un concept pétrolier et les premiers appareils qui permettent de définir un point d’éclair ont été décrits dans des normes pétrolières. Il faut donc toujours préciser l’appareil qui a été utilisé quand on donne une valeur de point d’éclair. La valeur dépend non seulement de l’appareil, des conditions atmosphériques mais également de la bonne vue de l’opérateur qui doit déceler le début d’inflammation.

## Mesure
Il existe deux types de point d’éclair : le point d’éclair COC (coupelle ouverte) et le PMCC (coupelle fermée).
Le point d’éclair en coupelle fermée se mesure à l’aide d’un appareil dit de Pensky-Martens (Closed Cup : raison du PMCC). Un appareil semi-automatique de ce type est constitué d’une coupelle que l’on peut remplir du liquide (en général un hydrocarbure) dont on désire connaître le point d’éclair. On referme ensuite la coupelle. Le couvercle est muni d’un thermocouple de détection du "flash" dont l’embout se situe au-dessus du liquide dans les vapeurs. L’appareil dispose d’un chauffage qui permet d’élever la température degré par degré. Chaque fois que la température atteint un degré supérieur, une flamme est plongée dans les vapeurs. S’il y a inflammation, c’est que le point d’éclair est atteint, dans le cas contraire l’appareillage continue d’augmenter la température du liquide.

## Vocabulaire
Une substance est d’autant plus inflammable (peut s’enflammer plus facilement) que son point d’éclair est bas.

### Canada
Pour la réglementation canadienne (SIMDUT), inflammable signifie que la matière s’enflamme facilement à des températures normales (en dessous de 37,8 °C. Les matières combustibles doivent être chauffées à des températures au-dessus de 37,8 °C avant de s’enflammer. Au-delà de 93,3 °C, la matière n’est plus caractérisée comme combustible.

### Union européenne
La réglementation CLP de 2008 tout comme celle préexistante (réglementation CE) utilise le point éclair et la température d’ébullition pour classer les produits selon leur degré d’inflammabilité. Elle définit l’inflammabilité des produits en 3 catégories :
- les liquides inflammables de catégorie 1 et 2, selon le nouveau règlement CLP, ont un point éclair inférieur à 23 °C. Ceux ayant une température d'ébullition à pression atmosphérique inférieure à 35 °C sont de catégorie 1, les autres de catégorie 2[2]. Les étiquettes indiquent la mention d’avertissement « DANGER » et les mentions de danger sont « liquides et vapeurs extrêmement inflammables » et « liquides et vapeurs facilement inflammables ». Les liquides dont le point éclair est compris entre 21 et 55 °C selon la norme préexistante CE portent la mention inflammable sur l'étiquette, mais pas le pictogramme de danger spécifique « flamme ».
- les liquides inflammables de catégorie 3 ont leur point éclair compris entre 23 et 60 °C. Pour cette dernière catégorie, l’étiquette annonce une mention d’avertissement « ATTENTION » et la mention de danger : « Liquides et vapeurs inflammables ».

Le règlement CLP de 2008 exige que les trois catégories de liquides inflammables portent le nouveau pictogramme d'inflammabilité.